# 杨瑞雪
杨瑞雪（1922年—1983年），女，回族，奉天（今辽宁）沈阳人，中国体育教育家，曾任第五、六届全国政协委员。